# Thrill of Your Love
Thrill of Your Love traducido literalmente como "lo emotivo de tu amor" o "la emoción de tu amor", es una canción con alta influencia del género góspel y rhythm and blues compuesta por Stanley Kesler que se convirtió en uno de los temas seleccionados por Elvis Presley para grabarlo en su exitoso álbum de 1960 Elvis Is Back!  Pese a que Thrill of Your Love no fue editado por RCA como disco sencillo ni en los Estados Unidos ni en Europa en su momento, éste fue parte de una importante colección de 1993 From Nashville To Memphis - The Essential 60's Masters  certificado como disco de oro por la RIAA poco después de su lanzamiento en 1993  y de la reedición en 2010 del álbum original Elvis Is Back! 

## Grabación
Fue el día 20 de marzo cuando el rey del rock entró en el legendario estudio B de RCA en Nashville con el plan de empezar a grabar material para futuros proyectos de singles y también para un eventual álbum A principios de ese mismo mes Elvis Presley regresaba a Memphis tras haber sido licenciado del ejército un par de días antes una vez cumplido su servicio militar. Poco tiempo se tomó, o le fue permitido tomarse de descanso, pues menos de dos semanas más tarde ya estaba dentro en el estudio dispuesto a grabar material para próximos lanzamientos El góspel y el rhythm and blues fueron estilos musicales que influenciaron a Elvis desde su niñez y dicha influencia se veía reflejada en la gran mayoría de las grabaciones que Presley realizó durante esas sesiones. 
El 3 de Abril Elvis escogió Thrill of Your Love, una canción con notoria estructura góspel en lo musical, en especial por la estructura de base remarcada del piano y los juegos de voces que Presley ejecuta junto a The Jordanaires que se editaría como cierre de la cara A del álbum que RCA pondría inmediatamente a la venta en los mercados solo 5 días después de que Elvis lo terminase de grabar.

### Músicos
- Elvis Presley - voz
- Hank Garland - guitarra
- Bob Moore - bajo
- Floyd Cramer - piano
- The Jordanaires - coros
- D. J. Fontana - batería

#### Tomas alternativas
- Buddy Harman - batería
- Scotty Moore - guitarra

## Letra
Aunque el tema Thrill of Your Love dispone de una reconocible influencia góspel, a diferencia de este género, la letra está orientada mucho más hacia la temática romántica que hacia lo sacro que es característico del estilo. En ella el interlocutor describe una serie de hechos idílicos a los que deja en segundo plano con respecto a lo emotivo que le resulta el amor que le brinda su prometida.
| I have wished for the wealth Of a great millionaire I have reached for a bright star above But the thrill of it all To me seems so small When compared to the thrill of your love | He deseado la riqueza De un gran millonario He llegado a una estrella brillante arriba Pero la emoción de todo esto A mí me parece tan pequeño En comparación con la emoción de tu amor |